# 傅彬然
傅彬然（1899年—1978年），又名冰然，笔名秉仁、炎如、逸君、逸文等，化名冰弦、镜常，男，浙江萧山人，中国编辑家，中华书局原副总经理、副总编辑，第二、三、五届全国政协委员，第三届全国人大代表。